# Arsen Avakov (calciatore)
Arsen Georgievich Avakov (Dušanbe, 28 maggio 1971) è un ex calciatore tagiko, di ruolo attaccante.
Di discendenza armena, è stato il primo calciatore straniero a laurearsi capocannoniere della massima serie ucraina.